# Lastreopsis amplissima
Lastreopsis amplissima là một loài thực vật có mạch trong họ Dryopteridaceae. Loài này được (C. Presl) Tindale miêu tả khoa học đầu tiên năm 1957.